# Кубок Гуанабара
Кубок Гуанабара или Трофей Гуанабара (порт. Taça Guanabara) — футбольный турнир, организовывается ежегодно с 1965 года Футбольной федерацией штата Рио-де-Жанейро. Это первый раунд Лиги Кариока, чемпионата штата Рио-де-Жанейро.
С 1982 года, за исключением 1994 и 1995, победитель Кубка Гуанабара играет с победителем Трофея Рио чтобы выявить чемпиона штата Рио.
Самая успешная команда Кубка Гуанабара — «Фламенго», она выигрывала чемпионат 25 раз.

## Формат
16 команд разделены на 2 группы с традиционными лидерами — «Ботафого», «Фламенго», «Флуминенсе» и «Васко да Гама». Эти четыре команды по две отправляются в группы. Возможно отбирать и другие команды и размещать по группам, но критерии отбора команд не заявлены в правилах соревнования, и никогда публично не обсуждаются.
Каждая команда играет в группе 7 игр. Первые два лидера групп готовятся к полуфиналам. Первая команда первой группы играет со второй командой второй группы и наоборот в одном единственном матче. Победители полуфиналов играют в финальной игре. Чемпион турнира выходит в финал чемпионата Рио-де-Жанейро, чтобы там встретиться с победителем Трофея Рио.

## История
В 1965 году была проведена первая сессия турнира. В то время турнир не был связан с чемпионатом Рио. Только в 1972 году турнир стал первой стадией чемпионата Кариока, но это считают и отдельным соревнованием, с трофеем, присуждаемым победителю. Текущий формат был принят, с изменениями лишь в 1994 и 1995 годах. В 1994 году двенадцать команд были разделены, как и ныне, на две группы. Но команды играли не только между командами группы, а и между командами второй группы, как в Трофее Рио, а победители групп играли между собой. Финал игрался для определения обладателя самого Кубка, а в финальный турнир Кариоки выходили два победителя групп. 4 команды-победители групп Кубка Гуанабара играли между собой по круговой системе, за чемпионство в Лиге Кариока.
В 1995 году число команд увеличилось до 16-ти. Команды были разделены на две группы по 8 клубов. Как и в 1994, команды играли первый круг против команд своей группы, а второй — против команд другой группы. Победители групп играли в финале кубка Гуанабары. Лучшие 4 команды в каждой группе оспаривали право выиграть чемпионат Кариока.
В 1996 году старый формат был возвращен. В 1994 и 1996 годах Кубок Рио не проводился.

## Финалы
| Год  | Победитель    | Финалист      |
| ---- | ------------- | ------------- |
| 2025 | Фламенго      | Волта-Редонда |
| 2024 | Фламенго      | Нова-Игуасу   |
| 2023 | Флуминенсе    | Васко да Гама |
| 2022 | Флуминенсе    | Фламенго      |
| 2021 | Фламенго      | Флуминенсе    |
| 2020 | Фламенго      | Боависта      |
| 2019 | Васко да Гама | Флуминенсе    |
| 2018 | Фламенго      | Боависта      |
| 2017 | Флуминенсе    | Фламенго      |
| 2016 | Васко да Гама | Флуминенсе    |
| 2015 | Ботафого      | Фламенго      |
| 2014 | Фламенго      | Флуминенсе    |
| 2013 | Ботафого      | Васко да Гама |
| 2012 | Флуминенсе    | Васко да Гама |
| 2011 | Фламенго      | Боависта      |
| 2010 | Ботафого      | Васко да Гама |
| 2009 | Ботафого      | Резенди       |
| 2008 | Фламенго      | Ботафого      |
| 2007 | Фламенго      | Мадурейра     |
| 2006 | Ботафого      | Америка РЖ    |
| 2005 | Волта-Редонда | Американо     |
| 2004 | Фламенго      | Флуминенсе    |
| 2003 | Васко да Гама | Фламенго      |
| 2002 | Американо     | Васко да Гама |
| 2001 | Фламенго      | Флуминенсе    |
| 2000 | Васко да Гама | Ботафого      |
| 1999 | Фламенго      | Васко да Гама |
| 1998 | Васко да Гама | Фламенго      |
| 1997 | Ботафого      | Васко да Гама |
| 1996 | Фламенго      | Васко да Гама |
| 1995 | Фламенго      | Ботафого      |
| 1994 | Васко да Гама | Флуминенсе    |
| 1993 | Флуминенсе    | Васко да Гама |
| 1992 | Васко да Гама | Фламенго      |
| 1991 | Флуминенсе    | Фламенго      |
| 1990 | Васко да Гама | Ботафого      |
| 1989 | Фламенго      | Ботафого      |
| 1988 | Фламенго      | Ботафого      |
| 1987 | Васко да Гама | Флуминенсе    |
| 1986 | Васко да Гама | Фламенго      |
| 1985 | Флуминенсе    | Васко да Гама |
| 1984 | Фламенго      | Флуминенсе    |
| 1983 | Флуминенсе    | Америка РЖ    |
| 1982 | Фламенго      | Васко да Гама |
| 1981 | Фламенго      | Америка РЖ    |
| 1980 | Фламенго      | Американо     |
| 1979 | Фламенго      | Флуминенсе    |
| 1978 | Фламенго      | Флуминенсе    |
| 1977 | Васко да Гама | Фламенго      |
| 1976 | Васко да Гама | Фламенго      |
| 1975 | Флуминенсе    | Америка РЖ    |
| 1974 | Америка РЖ    | Флуминенсе    |
| 1973 | Фламенго      | Васко да Гама |
| 1972 | Фламенго      | Флуминенсе    |
| 1971 | Флуминенсе    | Ботафого      |
| 1970 | Фламенго      | Флуминенсе    |
| 1969 | Флуминенсе    | Ботафого      |
| 1968 | Ботафого      | Фламенго      |
| 1967 | Ботафого      | Америка РЖ    |
| 1966 | Флуминенсе    | Фламенго      |
| 1965 | Васко да Гама | Ботафого      |

## Кубков у команд
- Фламенго РЖ — 25 кубков
- Васко да Гама РЖ — 13
- Флуминенсе РЖ — 12
- Ботафого РЖ — 8
- Америка РЖ — 1
- Американо (Кампус-дус-Гойтаказис) — 1
- Волта-Редонда (Волта-Редонда) — 1

## Статистика
- С 1990 года победитель Кубка Гуанабара также выигрывал чемпионат штата в 1992, 1994, 1997, 1998, 1999, 2001, 2003, 2004, 2007, 2008 и 2010.
- «Фламенго» в 1996 и 2011, «Васко да Гама» в 1992 и 1998, «Ботафого» и выиграли оба раунда чемпионата штата Рио-де-Жанейро.